# 바이노 코키넨
바이노 코키넨(핀란드어: Väinö Kokkinen, 1899년 11월 25일 - 1967년 8월 27일)은 핀란드의 레슬링 선수였다. 그는 1928년과 1932년 올림픽 레슬링 미들급 부문에서 2개의 올림픽 금메달을 획득했고, 1936년 올림픽에서 4위를 했다. 1925년부터 1933년 사이에 그는 유럽 선수권 대회에서 1개의 금메달과 4개의 은메달을 땄다.
그는 헬싱키로 이주한후, 1921년에 레슬링 훈련을 시작했다. 그는 1936년에 은퇴했고 의류 및 환대 산업에서 성공적인 비즈니스로 일했다. 1940년에 그는 스포츠 클럽 Helsingin Jyry의 이사회 위원이었다.

## 참조
1. ↑  바이노 코키넨 보관됨 2009-10-22 - 웨이백 머신. Sports-Reference.com